# 玉川遠州流
玉川遠州流（ぎょくせんえんしゅうりゅう）は、天皇の血筋を守護した閑院宮家と宮廷文化を支えた有栖川宮家の宮家茶道を継承した、京都の宮家茶道の流派である。茶道の流派の中でも珍しく、抹茶道と煎茶道の両方が伝わる。

## 流名の由来と変遷
初代【遠州流大森家茶道】⇒5代【玉川遠州流　たまがわ　えんしゅうりゅう】⇒8代【玉川遠州流　ぎょくせん　えんしゅうりゅう】
初代大森秀祐は、43歳年上の文人で、徳川家康直臣であった石川丈山に漢学を学んで、【漸斎】の号を賜る。【漸斎】は、陸羽の字（あざな）の鴻漸（こうぜん）に基づく。初代大森漸斎は、徳川家光の茶道指南役・小堀遠州（小堀政一）の門に入り、武家の茶礼を学ぶ。
遠州公の茶風を【遠州流大森家茶道】、【遠州公御流大森家茶道】として京都地方に流布する。
初代大森漸斎は、石川丈山の漢学を学びたい28歳年下の霊元上皇（第112代天皇）とのつながりから、上皇の茶匠となる。霊元上皇の命で自作の竹二重切花入を献上し、上皇から【玉川】の号を贈られる。以降、江戸時代の茶書は、初代を大森玉川で記載する。
2代大森杖信によって、当流は、閑院宮家と公家の茶道として発展する。閑院宮家臣六位の倉光日向守と4代大森宗震によって、当流は、さらに有栖川宮家の茶道として発展する。
1886年（明治19年）、5代大森宗龍は、初代大森玉川（たまがわ）の号を冠した【玉川（たまがわ）遠州流】に改める。
1971年（昭和46年）、8代大森宗晋は、初代大森玉川（ぎょくせん）の号を冠した【玉川（ぎょくせん）遠州流】に改める。
改めた理由は、霊元上皇から贈られた号の玉川は、歌枕（うたまくら、和歌に引証される地名のこと）の玉川（たまがわ）ではなく、中国唐時代の詩人 玉川子（ぎょくせんし）盧仝の号に基づくからである。

## 特徴
- 1.武家の茶道に貴族的な感性が加わった京都・旭川・札幌・秋田県・酒田・山形・新庄・仙台・東京・大阪・奈良に伝わる遠州流の一派として知られている。秋田県では、横手市をはじめ、秋田市、大仙市大曲、大仙市長野、湯沢市、仙北市角館町、仙北市田沢湖、仙北郡美郷町の活動が盛んである。
- 2.天皇の血筋を守護した世襲親王家の閑院宮家と、宮廷文化を支えた世襲親王家の有栖川宮家の宮家茶道を継承する流派である。
- 3.玉川遠州流には、茶道の流派の中でも珍しく、抹茶道と煎茶道の両方が伝わっている。
- 4.お点前の特徴は、宮家流儀により、所作が丁寧で、動きが流れるように雅やかなところである。

## 歴代家元
| 代 | 名、号など | 生没年                                                           | 備考 |
| -- | --- | ---------------------------------------------------------------- | --- |
|    | 小堀宗甫（そうほ） 政一（まさかず） 孤篷庵（こほうあん） 通称：遠州（えんしゅう）                                   | 1579年（天正7年）- 1647年3月12日（正保4年2月6日）                | 千利休～古田織部と続いた茶道の本流を受け継ぐ徳川将軍家の茶道指南役。 作事奉行として、名古屋城天守閣、大坂城天守閣、仙洞御所、二条城を建築。 大徳寺龍光院内に孤篷庵を創建。 南禅寺の方丈と金地院を造園、青蓮院門跡の霧島を造園。 初代大森玉川の漢学の師である石川丈山と交友。 |
| 初 | 大森玉川（ぎょくせん） 秀祐（しゅうゆう） 漸斎（ぜんさい）                                                          | 1626年1月1日（寛永2年12月13日）- 1706年5月11日（宝永3年3月29日） | 大和大森もしくは大和郡山の武家の浄雲の子、名：安右衛門（やすうえもん）。 石川丈山に漢学を学ぶ。 霊元上皇の茶匠。 京都市の浄土宗金戒光明寺にある墓標は「玉川漸斎居士」。 大森玉川での記載茶書：『茶人系譜』（鈴木政通／著 1832年（天保3年））、『茶人系譜大全』（柴山準行／編 1923年（大正12年））。 大森漸斎での記載茶書：『古今茶人系譜大全』（高谷隆／著 藝術サロン社 1948年（昭和23年）） |
| 二 | 大森杖信（じょうしん） 重達（しげなり） 甘古斎（かんこさい） 閑古斎（かんこさい） 禎翁（ていおう） 頑翁（がんおう） | 1669年（寛文9年）- 1756年12月20日（宝暦6年11月29日）             | 初代玉川の兄 浄栄の子、名：太右衛門（たうえもん）。 閑院宮家2代典仁親王の茶匠。 『茶道葎集』著。 |
| 三 | 大森有斐（ゆうひ） 重厚（しげあつ） 清閑斎（せいかんさい） 清閒斎（せいかんさい）                                   | 1722年（享保7年）- 1785年1月27日（天明4年12月17日）              | 2代杖信の孫、大森卯左衛門の子。 閑院宮家3代美仁親王の茶匠、青蓮院門跡の好文亭の庭を造園。 |
| 四 | 大森宗震（そうしん） 正之（まさゆき） 一黙斎（いちもくさい） 漸翁（ぜんおう）                                       | 1774年（安永3年）- 1832年11月23日（天保3年11月2日）              | 鎌田助四郎の長男 鎌田文治政幸の子。 花山院の家司として仕え、従五位下 実花葉加賀守に叙せられる。 閑院宮家4代孝仁親王と有栖川宮家8代幟仁親王の茶匠。 『改正葎集』著。 |
| 五 | 大森宗龍（そうりゅう） 正吉（まさよし） 漸庵（ぜんあん） 華頂老（かちょうろう） 暁雲（ぎょううん）                  | 1824年（文政7年）- 1897年（明治30年）8月14日                     | 4代宗震の子。 有栖川宮家9代熾仁親王の茶匠。 『茶道夏木立 上/中/下』、『茶道秘訣抄 初/中/奥伝』、『置土産浮世之茶話』著。 |
| 六 | 大森岑尾（みねお） 如々庵（にょにょあん）                                                                           | 1864年（元治元年）- 1928年（昭和3年）10月1日                     | 5代宗龍の娘、僧 南天棒中原鄧州全忠に参禅。 |
| 七 | 大森宗夢（そうむ） 安松（やすまつ） 無相斎（むそうさい）                                                            | 1890年（明治23年）2月5日- 1965年（昭和40年）3月18日              | 大山崎上野家の三男。 僧 南天棒中原鄧州全忠の仏弟子、道号：槐安（かいあん）。 6代岑尾の弟子である中野賢子（後の大森柳庵）の夫、大森家の養子。 |
| 八 | 大森宗晋（そうしん） 正己（まさみ） 玉川庵（ぎょくせんあん） 隠居して墨翁（ぼくおう）                               | 1920年（大正9年）1月26日- 2004年（平成16年）12月31日             | 7代宗夢の長男。 京都工芸繊維大学助教授（機械工学専攻）、『茶の湯 心と形』著。 1974年（昭和49年）1月、京都大学工学博士の学位を受け、京都大学講師(非常勤)并務。 1983年（昭和58年）4月1日定年退官後は家業に専念。 1995年（平成7年）10月流祖290年二代甘古斎240大遠諱全国大会を最後に隠居。 76歳、墨翁と号し、墨書三昧を過ごした。 |
| 九 | 松﨑大嶺（たいれい） 幼名 山津晃一 松﨑宜晃（ぎこう） 正的院（しょうてきいん）                                      | 1952年（昭和27年）1月16日-                                       | 茶室：僊壺庵（せんこあん）。 南禅寺塔頭 正的院住職。 授業師 正的院住職 松﨑冝秀（ぎしゅう）。 1975年（昭和50年）神戸大学理学部系統生物学教室卒業、南禅寺専門道場に掛錫。 南禅寺派第10代管長 南虎室 勝平宗徹老師の室に入る事多年。 南禅僧堂師家 古清軒 高山泰巌老師に通参。 1980年（昭和55年）10月 南禅寺塔頭正的院住職を拝命。 名を松﨑宜晃と改め、大嶺と号する。 1991年（平成3年）4月～1995年（平成7年）10月 南禅寺宗務本所法務部長就任。 茶は八代宗晋に学び、宗晋長女光子を迎える。 要請により、次代の大森家当主成長まで、1995年（平成7年）10月、玉川遠州流9代家元を継承する事となった。 |

## 歴史
初代大森玉川は京都の人で、若い頃は剣術を好んでいたが、江戸時代初期の大名茶人である小堀政一（遠州）の門に入って武家の茶礼を学び、その茶風を【遠州流大森家茶道】、【遠州公御流大森家茶道】として京都地方に流布した。玉川は霊元上皇に竹二重切花入を献上した時に受けた号である。
2代大森杖信は、初代玉川が霊元上皇に竹花入を献上した時の使者になったことから宮家とのつながりができ、閑院宮家の茶匠を務め、仙洞様（霊元上皇（法皇））と閑院宮家を中心として、公家、門跡、勤皇の家中などとも深いつながりができていく。
3代大森有斐は、京都にある青蓮院門跡の好文亭の庭を造った。青蓮院門跡は、代々親王が住職を務める格式ある名刹。3代有斐逝去の3年後の1788年、天明の大火で御所が炎上した際、後桜町上皇は仮仙洞（上皇の仮御所）として青蓮院を仮御所と定めた。そのため、青蓮院は粟田御所と呼ばれ、好文亭は上皇がその際に御学問所として使用した由緒ある建物である。
以降公家との関わりが強かったが、3代有斐が1785年逝去。その4年後の1789年に後嗣（こうし、あとつぎ）の大森礼座が21歳で早世したため、大森礼座の後見人である閑院宮家臣六位の倉光日向守（1737～1799年）が有栖川宮6代織仁親王（おりひとしんのう）に教え、さらに7代韶仁親王（つなひとしんのう）に伝わった。
大森家が断絶して30年後の1815年、皆伝を預かっていた閑院宮3代美仁親王の意により橘正之が大森家を再興し、4代大森宗震となった。橘正之は花山院家の花山院愛徳（かさんのいん・よしのり）の家司（けいし、事務職）で従五位下 実花葉加賀守に叙せられていたが、美仁親王の家臣である南部主悦を通して伝を受け、大森家茶道の道統が守られる。4代宗震は、閑院宮4代孝仁親王（たつひとしんのう）と有栖川宮8代幟仁親王（たかひとしんのう）の茶匠となる。
4代宗震は宮家茶道としての矜恃（きょうじ、プライド）を高め、美仁親王の遠地伝存の内命により、もともと2代杖信の弟子で西勝寺の皆乗院公道が秋田に茶道を普及していた縁と、当時、大館の淨應寺第10世住職の譽田無等（ほんだ・むとう）が当流を普及している縁で、5回にわたって秋田県を訪れて伝道に携わり、それ以来、秋田県を中心に東北地方に広まっている。
さらに、4代宗震は、佐渡に住する漢学者で医者の円山学古（丸山学古、まるやま・がくこ、1776年～1837年、1827年相川の学館修教館の教授となる）に当流を伝授している。1821年（文政4年）、4代宗震が佐渡から秋田県に持参された円山学古作の竹一重切花入（銘：鴈門（がんもん、学古斎（花押））が横手に伝存する。鴈門（がんもん）とは、咸陽宮（かんにょうきゅう）の築地（ついじ、土塀）が高く、雁が越えられないので、秦の始皇帝が雁の通路として造ったという伝説の穴で、円山学古が竹一重切花入の花窓をこの穴に見立てたものである。咸陽宮は、始皇帝の居城で、地上より3里高く、周囲には40里四方の鉄の築地をめぐらし、宮殿の数は36あった。
5代大森宗龍のとき明治維新を迎え、東京に移って有栖川宮の茶匠を務めた。宗龍は1886年（明治19年）に流名を【玉川遠州流】に変更し、伝来の法をもとにして玉川遠州流煎茶法を完成させた。1886年4月から5月の12日間、有栖川宮9代熾仁親王（たるひとしんのう）が各宮家を初め、華族などを招き、京都 醍醐寺の塔頭の三宝院の茶室である枕流亭において茶会を催した時、その役を5代宗龍が務めている。1887年5月7日から10日の4日間、有栖川宮9代熾仁親王が明治天皇・皇后、各宮家などを招いた会に5代宗龍が薄茶を提供している。
6代大森岑尾は5代宗龍の娘で、兄の大森大多郎が16歳で早世したため、女性で家元となる。京都府立高等女学校の英語教師をしながら、茶道の伝道に努めた。
7代大森宗夢は南天棒中原鄧州老師の仏弟子。6代岑尾の弟子の中野賢子（のちの大森柳庵）と結婚して家元を継ぐ。
8代大森宗晋は7代宗夢の長男で、また、中学を卒業する頃から工学を志し、京都帝国大学工学研究所 助手を経て、京都工芸繊維大学 助教授（機械工学専攻）となり、1974年（昭和49年）1月、京都大学から工学博士の学位を取得した。
9代（当代）松﨑大嶺は、南禅寺塔頭の正的院住職である。南禅寺は、京都市左京区南禅寺福地町に建ち、瑞龍山（ずいりょうさん）を号とする臨済宗南禅寺派の大本山の寺院で、日本の全ての禅寺の中で最も高い格式をもつ。京都五山および鎌倉五山の上におかれた別格扱いの寺院である。

## 秋田県に再伝授される玉川遠州流
今から270年程前の1744～1750年頃、秋田では、真宗大谷派法雲山 西勝寺（現 秋田市旭北寺町2-17）第14世住職の皆乗院公道（かいじょういん･こうどう）が、仏教修行のため京都に赴き、2代杖信と3代有斐に師事した。その習いは、弟子の自笑庵（じしょうあん、1814年没）から、西勝寺住職の願乗院公教（がんじょういん・こうきょう、皆乗院公道の孫）、大館 淨應寺第10世住職の譽田無等（ほんだ・むとう）らに継がれた。
一方、京都では、当流が30年間断絶しており、閑院宮家3代美仁親王（はるひとしんのう）が4代家元を養成して当流を再興し、薨去（こうきょ）前年の1818年に当流の伝存のため遠地 秋田への再度の伝播を内命した。4代宗震は、皆乗院公道の出した神文書（茶道修業にあたり提出する誓約書）を頼りに、そして、角田無幻が美仁親王の弟の光格天皇と譽田無等の書道の師であることを縁にして、1818年（文政元年）9月に秋田と横手を訪れた。大館淨應寺に、角田無幻筆の法帖がある。横手に、角田無幻を光格天皇の書道の師に推薦した中納言庭田重嗣筆の和歌懐紙と、4代宗震が花山院家に仕えた時の花山院愛徳（よしのり）詠・花山院家厚（いえあつ）画の掛物が現存する。重嗣筆の和歌懐紙と愛徳詠・家厚画の掛物は、4代宗震が横手に来秋した時に持参したものである。
1955年（昭和30年）3月の京都南禅寺での流祖250年祭（初代玉川の250年大遠諱、2代杖信の200年遠諱の追善茶会）に使用された茶碗として、「唐津 閑院宮家拝領　秋田玉林寺箱書付」がある。秋田玉林寺とは、大館城下の現在地に1612年（慶長17年）に移転した曹洞宗鳳凰山 玉林寺である。創建は1527年（大永7年）で、寺領と寺院規模によっても秋田県を代表する名刹として知られ、中世の豪族 浅利氏の菩提寺で、500年近い歴史を有している。そして、近衛信尹筆の墨蹟、古膳所茶入、螺鈿天目台、遠州七宝文がある香合などの名品が玉林寺に現存することから、2代杖信～3代有斐の頃に玉林寺の高僧が当流を嗜んでいたと推測される。玉林寺は古来より玉川遠州流と親密で、横手の資産家 藤沢宗拙が秋田県立横手高等女学校（現在の秋田県立横手城南高等学校）に寄贈された茶室開きの第6日夜（昭和12年6月22日、文人関係）に、玉林寺の閑居宗無師（第24世住職桑名健龍、1945年（昭和20年）遷化、81歳、短歌の号は春鳳）が正客として招待されている。

## 津軽地方に伝授された学僧　北曜庵称雲老師
譽田無等より10歳年上の秋田県仙北郡美郷町六郷の廣照寺第16世住職北曜庵称雲老師は、1848～1853年（80～85歳）の時に、【遠州流大森家茶道（後の玉川遠州流）】の茶法を、【遠州公點法】、【遠州公茶道點法】、【遠州公之御流儀點法】と称して、県外の津軽、県内の本荘、刈和野、六郷の僧侶などに伝授された。そのことを示す廣照寺蔵の『北曜庵称雲宗匠宛　門人誓文集』は、北曜庵称雲の門人24名が1848年（嘉永元年）～1853年（嘉永6年）に提出した18通の誓文と覚を綴ったものである。
門人は、津軽深浦＝山﨑元唯（清貞）・山﨑元亮・越後屋庄右衞門・廣田直衞・真言宗醍醐派 圓覚寺 徹玄（春光山容延）・淨合寺 智亮・真言宗醍醐派 春光山 圓覚寺 養圓坊尊海、津軽飯詰＝三上玄丈（壺山）、津軽飯詰組 羽野木村邑＝阿部保助（斯良）、奥州津軽飯詰村＝法称寺 智觀・知道、奥州五所川原村＝真宗大谷派 光徳山 玄光寺 智隆、奥州石畑村＝山﨑春泰、本荘＝真宗大谷派 光明山 超光寺 菊雄（空也亭光明）・真宗大谷派 吉水山 廣誓寺 普香、刈和野＝若松善庵（一貫）・真宗大谷派 法水山 願竜寺 了導（信應、信翁）・中山順益（直光）・伊東雲碩（重教）、六郷＝真宗大谷派 慧日山 淨光寺 慶月と次男 觀瑞、浄土真宗本願寺派 吉水山 善證寺 泰信（宗恭）、地名不詳＝空墅堂願興、廣田貞助（敬明）である。
『北曜庵称雲宗匠宛　門人誓文集』の奥書には、譽田無等（1854年、76歳）が称雲老師を称雲尊者と讃えて3行の七言詩を書き、その後に廣照寺第21世住職の釋隆定師が「称雲老師の遺德を偲びて」と題して「能く宗学を学び布教家たり。縣内外を唱導中“遠州公流儀點法茶道”を傳授。各地に数夛の門人あり。其の誓文を後代に傳えんが為め（中略）表装す」と記している。

## 閑院宮家と玉川遠州流
皇室所有の庭園である京都御苑の敷地内に残る閑院宮邸跡は、今も唯一、創建以来の場所にある。
系譜　玉川遠州流を嗜んだ親王（※）
初代直仁親王（霊元法皇の孫、東山天皇の皇子）－2代典仁親王（※）－3代美仁親王（※）－4代孝仁親王（※）－5代愛仁親王（早世、30年断絶）－6代載仁親王－7代春仁王
閑院宮家は、第118代後桃園天皇が病弱で後嗣（こうし、あとつぎ）がいないため、天皇の血筋の断絶を危惧した江戸時代中期の儒学者で政治家の新井白石の建言により、1710年、霊元法皇の孫、第113代東山天皇の第6皇子である直仁（なおひと）親王を始祖として創立される。1718年、霊元法皇より閑院宮の宮号を贈られる。実際、1779年、第118代後桃園天皇が男子のないまま崩御（ほうぎょ）すると、閑院宮2代典仁（すけひと）親王の第6王子で3代美仁（はるひと）親王の弟の師仁（もろひと）親王が、生後まもない後桃園天皇の皇女 欣子内親王（よしこないしんのう）の婿となって第119代光格天皇となる。光格天皇は、一代前の後桃園天皇とは、ほとんど血縁関係がなく、光格天皇の血筋は現在まで代々直系継承が続いている。光格天皇は、現在の皇室の初代天皇で、今上天皇の6代前にあたる。つまり、閑院宮家は、現皇室の血筋の源流となる本家といえる。そして、光格天皇は、在位39年、院政23年の後、崩御。皇室権威の復活、伝統の復活に尽力した天皇として知られている。玉川遠州流を嗜んだ閑院宮家の親王は、2代典仁（すけひと）親王、3代美仁（はるひと）親王、4代孝仁（たつひと）親王である。5代愛仁（なるひと）親王は25歳で薨去（こうきょ）。直系の後嗣が無く、玉川遠州流の閑院宮家での伝存は、4代孝仁親王が薨去（こうきょ）した1824年3月10日（文政7年2月10日）に絶える。茶を嗜む閑院宮家の平和は終わり、以降は、茶を嗜む時間もない戦争の世代になる。30年間当主のいない閑院宮家は、1871年（明治5年）、伏見宮第20代邦家（くにいえ）親王第16王子の載仁（ことひと）親王を養子に迎え、閑院宮家6代の親王となる。載仁親王は、フランスへ留学、騎兵学校、陸軍大学校を卒業し帰国。1912年（大正元年）に陸軍大将となり、1919年（大正8年）には元帥の称号を得た。1920年（大正9年）、陸軍演習の挨拶のため、東北三大地主の一つである秋田県大仙市高梨の池田家に来秋。1931年（昭和6年）～1940年（昭和15年）まで参謀総長を務めた。1945年（昭和20年）、81歳で薨去。葬儀は国葬の儀をもって行われ、稀に見る美男子であった。7代春仁（はるひと）王は、載仁親王の第2王子として、1902年（明治35年）に誕生。陸軍大学校兵学教官などを経て、終戦時は陸軍少将。1947年（昭和22年）に皇籍離脱。閑院氏を名乗り、純仁（すみひと）と改名した。閑院純仁は実業家としては成功を収めたものの、1988年（昭和63年）、85歳で逝去。純仁に実子はなく、また養子を取らなかったので閑院家は断絶となった。

## 有栖川宮家と玉川遠州流
京都の有栖川宮旧邸は、平安女学院の「有栖館」として、日本の伝統文化の教育拠点となっている。
系譜　玉川遠州流を嗜んだ親王（※）
初代好仁親王－2代良仁親王（後西天皇）－3代幸仁親王－4代正仁親王－5代職仁親王（霊元天皇の皇子）－6代織仁親王（※）－7代韶仁親王（※）－8代幟仁親王（※）－9代熾仁親王（※）－10代威仁親王
有栖川宮家は、歴代、書道、歌道の師範を勤めて天皇の信任篤く、徳川宗家などとも婚姻関係を結び、公武ともに密接であった。4代正仁（ただひと）親王は後嗣なく薨去。霊元天皇の第17皇子の職仁（よりひと）親王が5代を継承した。職仁親王は、和歌と書道にすぐれ、和歌は桃園・後桜町・後桃園三天皇の歌道師範を勤め、書道は父霊元天皇から伝授を受けた、いわゆる御宸翰流をもとに独特の書法を案出し、世にいう有栖川流を大成させた。以後、6代織仁（おりひと）親王～7代韶仁（つなひと）親王～8代幟仁（たかひと）親王～9代熾仁（たるひと）親王が玉川遠州流を嗜む。8代幟仁（たかひと）親王は、明治天皇の書道と歌道の師である。9代熾仁（たるひと）親王は陸軍大将で左大臣を兼務した。玉川遠州流の有栖川宮家での伝存は、9代熾仁（たるひと）親王が薨去した1895年（明治28年）1月24日に絶える。10代威仁（たけひと）親王（元帥、海軍大将）まで5代職仁（よりひと）親王の血統が続くが、1913年（大正2年）、威仁（たけひと）親王の薨去後は後嗣がいないため、大正天皇の第3皇子の宣仁（のぶひと）親王が有栖川宮を継いで、高松宮家が創設された。1872年（明治5年）、すでに奠都（てんと）によって東京に移っていた明治天皇からの呼び寄せにより、8代幟仁（たかひと）親王は東京市麹町区三年町（現在の永田町 内閣府庁舎の場所）に転住。5代家元大森宗龍も東京に転住され、1886年（明治19年）9月からは、明治天皇の侍従 山岡鉄舟が東京市牛込区市ヶ谷（現 新宿区）に創設された臨済宗妙心寺派道林寺内の江湖（ごうこ）選仏道場（住職は南天棒中原鄧州禅師）に居住して9代熾仁（たるひと）親王の茶匠を務め、1891年（明治24年）に日本茶道学館の創設を計画した。なお、東京空襲で焼失した道林寺は、戦後、妙心寺の支援で、東京都町田市相原町に再建されている。

## 明治天皇と有栖川宮家のエピソード
北海道から青森県を通過し、秋田県に明治天皇が巡幸したのが1881年（明治14年）9月11日で、当日は東大館（現 大館市）に宿泊している。翌12日は二ツ井村（現 能代市）、13日は能代、14日は一日市村（現 八郎潟町）、15日は土崎港、16日と17日は秋田、18日は仙北郡境村（現 大仙市）、19日は刈和野～神宮寺～花館を通って、大曲の9代小西伝助が3,300円の自費で新築した邸内に設けられた大曲御休所で1時間ほど休息をとり、角間川村の御泊行在所（あんざいしょ）の本郷吉右衛門宅に向かった。
9月19日～20日の御巡幸の道筋は、一般には羽州街道の刈和野～大曲～六郷～金沢～横手に至るとされていたが、先発官と県令から、刈和野～大曲～角間川～横手に至ると通知された。驚いた六郷町民は極度に興奮し、道筋の変更を県庁に強願したが、却下された。それにより騒ぎは大きくなり、遂に松方正義内務卿に「輦路（れんろ）得失献言書」を提出。相談を受けた、明治天皇の書道と歌道の師で玉川遠州流を嗜む有栖川宮8代幟仁（たかひと）親王は、天皇に供奉（ぐぶ、おとも）する第1王子の有栖川宮9代熾仁（たるひと）親王に進言。その結果、天皇の輦路（れんろ、風輦（ほうれん）の通路）は大曲～角間川～六郷～金沢～横手の通輦（つうれん）に変更され、角間川～横手を結ぶ角間川新道は当流を嗜む陸軍大将で左大臣を兼務する有栖川宮9代熾仁（たるひと）親王の御代巡となった。風輦（ほうれん）は、天皇の行幸用の乗り物の称である。
9月20日の六郷御小休所は、斎藤喜代輔宅地内の諏訪神社境内に設けられ、仁手古（ニテコ）清水を御膳水とする茶席が用意された。茶席の担当は、斎藤喜代輔宮司と、親戚の当流監察員 冨樫森月（38歳、大曲）で、明治天皇と武官200名に呈茶されたと伝わる。茶席には、特産のブドウや六郷名物のシンコ餅なども差し出された。仁手古（ニテコ）の語源は、アイヌ語の「ニタイ（森林）」と「コツ（水たまり）」を合わせた「ニタイコツ」から「ニテコ」に変化したものと伝わる。

## 明治天皇と齋藤勘七と玉川橋のエピソード
明治天皇は、1881年（明治14年）9月19日、神宮寺～花館の間に流れる玉川の仮橋を渡って花館村に入った。この仮橋は御巡幸のために村民が資金を出し合って架けたものである。玉川はそれまでは渡し船で、急流なために架橋したことは一度もなく、一度増水するや、激流は護岸や田畑を押し流すおそろしい暴れ川であった。花館村民は、明治天皇を渡し船で渡河させるより橋を架けて、周囲の景色を眺めながら渡ってもらいたいということになった。齋藤忠定の孫で、齋藤忠紀の次男で玉川遠州流を嗜む花館村村会議長の齋藤勘七をはじめ、有力者が果たして架橋することが可能かの協議を重ねた結果、当時の金で150円を出し、仮橋を架けることに決めたが、誠に破天荒の大事業であるといえた。当時、玉川は二筋に分かれて流れ、大渡し船場（玉川本流）と小渡し船場（支流大戸川）との二つに船場があったから、仮橋は二つ必要であった。この橋の竣工直後に大雨があり増水したため、村民は大雨、増水で仮橋は流出するものとあきらめていた。しかし、水が引いたところ、橋には少しの損失もなく無事であった。村民は安堵し、その喜びも大きかった。明治天皇がこの橋を渡ったとき、雄物川と玉川の合流点に神宮寺岳が屹立（きつりつ）、しばらく風輦（ほうれん）を止めてこの絶景を眺め、玉川の流れの清音を聴いたという。花館村民の願いがかなって、玉川の仮橋は無事その大役を果たしたわけである。この仮橋は、1885年（明治18年）の大洪水で半分を流出し、一時、渡し船に戻ってしまった。そのため、1888年（明治21年）に県による本格的な【玉川橋】（木橋、県内最長の約664m）が完成した。1889年（明治22年）、齋藤勘七（忠篤）は県内一長い木橋の竣工を記念し、「玉川橋夕立」と題し「ゆふ立のあしとく走る　かたへより　日はてり渡る玉川の橋　忠篤」の歌を残している。玉川は、地元の人にとって真に大切な川の名称である。

## 玉川遠州流を嗜む　酒田の本間家
山形県庄内地方の豪商、東北三大地主の一人として知られる酒田の本間家は、3代本間光丘（ほんま・みつおか）、4代本間光道（ほんま・こうどう）など俳諧を嗜む当主を輩出するなど、文化を大切にすることを伝統としてきた。
【清遠閣】と【鶴舞園】は、1813年（文化10年）に、庄内藩主が領内巡視をする際のお休み処として使用するため、4代光道が丁持（ちょうもち、港湾労働者）たちの冬期失業対策事業として築造した別荘である。しかし、別荘としては一度も使われず、明治～大正～昭和期に酒田の迎賓館として利用された。5代本間光暉（ほんま・こうき）、6代本間光美（ほんま・こうび）、8代本間光弥（ほんま・みつや）は玉川遠州流を嗜んだ。特に、5代光暉と6代光美が中心となって酒田の茶の湯を牽引し、【清遠閣】に多くの貴賓、名士を迎え、四季折々の茶会が催された。6代光美の時代、明治～大正期の初めにかけて、酒田茶道は隆盛を極め、玉川遠州流は酒田茶道の本流となった。【清遠閣】は、明治末に二階建てに改装され、上座敷と下座敷があり、入口の右手に茶室【六明廬（ろくめいろ）】がある。柱は檜の四方柾、床の間の脇床と違棚は欅の玉杢（たまもく）を用い、京風建築となっている。鳥海山を借景に、蓬莱石組を中心とする回遊式庭園として名高い【鶴舞園】は、島の松に鶴が飛んできたことから出羽庄内藩の第8代藩主酒井忠器（ただかた）によって、【鶴舞園】と名付けられた。北前船で運ばれた諸国の銘石と小豆島の御影石の大小の灯籠が、時を経た木立の風情を引立たせている。茶室【六明廬】。ここには、にじり口や下地窓（したじまど）など、6つの明かり取りがあることから、この名がある。自然の傾斜を活かした茶室の庭、露地。世俗の塵を払うこの空間は、山家の風情を感じさせる。自然石の蹲踞（つくばい）と端正な春日型金山灯篭、枝折戸（しおりど）に立つ「西の屋灯篭」「六方石」が客人を迎える。東宮（後の昭和天皇）は、宮城県で行われる陸軍特別大演習統監に先立ち、1925年（大正14年）10月14日酒田へ行啓し、【清遠閣】を泊所としている。

## 当流の茶道具を今に伝える　酒田の本間美術館
酒田市御成町にある本間美術館は、日本のすぐれた美術品を公開し、その美によって日本人に誇りと自信をよみがえらせ、同時に地方の文化向上にも貢献することを趣旨として、戦後の混乱がおさまらぬ1947年（昭和22年）に開館した。1968年（昭和43年）には創立20周年を記念して新館を建設し、施設の充実にも努めている。そして、当館の館長代行を1992年（平成4年）12月8日から1993年（平成5年）3月31日まで務めたのは、『みちのく豆本』の創刊者で知られる玉川遠州流 酒田支部2代支部長の佐藤宗文（佐藤公太郎）である。
本間美術館の収蔵品は1600点程で、茶の湯関連収蔵品は120点程。所蔵品から、当流5代宗龍が徹底して道を説き道具茶を退けたため、特定の好みに偏っていないことがわかる。その中でも、高麗青磁象嵌茶碗（山形県指定文化財、12世紀中葉、もしくは12世紀後半～13世紀初）は、庄内藩酒井家より本間家に伝来し、貴人の接待に用いられ、珍重された茶碗として名を馳せているものである。本間美術館蔵の茶道具として、次の焼き物がよく知られている。唐物大海茶入（山形県指定文化財、南宋時代13世紀）、唐物茄子茶入（銘：七夕、南宋時代13世紀）、唐物文琳茶入（元～明時代、14～15世紀）、唐物丸壺茶入（元～明時代、14～15世紀）、井戸茶碗（銘：酒井、朝鮮時代16世紀、重要美術品）、瀬戸黒茶碗（銘：寒山寺、美濃、桃山時代16世紀）、長次郎黒楽茶碗（銘：さび介、桃山時代16世紀）、青磁画花文花入（中国 龍泉窯、元時代14世紀）、赤楽馬盥茶碗（樂家3代道入、江戸時代17世紀）、色絵葡萄鳥文瓢形水注（伊万里 柿右衛門様式、江戸時代17世紀）、安南染付竜虎文水指（ベトナム バッチャン窯、17世紀）など。

## 東北三大地主・酒田本間家と秋田池田家のエピソード
1901年（明治34年）、酒田本間家6代本間光美は、5代宗龍に共に学んだ仙北郡千屋村の坂本理一郎の依頼を受け、当時【腐れ米】といわれた【仙北米】を救うため、坂本理一郎と仙北郡高梨村の池田文太郎に、本間家に滞在中の福岡県出身の乾田馬耕教師 伊佐治八郎（いさ・じはちろう）を派遣した。以降、池田文太郎は全額負担して毎年30名の小作人を庄内へ派遣する。産米の品位向上に努め、1904年（明治37年）の「小作米品評会」で【仙北米】の声価を上げた。さらに、千屋村においては、坂本理一郎が私財をもって庄内本間農場より田中岩吉を指導教師として長期駐在させ、堆肥の切り返し、雁爪（がんづめ）除草などの実施指導に当たらせた。

## 豪僧・傑僧として知られる南天棒
臨済宗の僧 南天棒は、資性剛毅、酒豪として知られる反面、非常に綿密な宗風をもっていた人として、また瑞巌寺に伝わる多くの書画を修理して今に残した傑僧として知られている。
玉川遠州流において、女性の6代岑尾は独身で跡継ぎがおらず、そのため父の5代宗龍が禅の指導鍛練をうけた南天棒に懇願し、仏弟子の槐安（かいあん）を7代宗夢として迎えたことから、南天棒は玉川遠州流にとって別格の僧である。
南天棒は、1839年（天保10年）肥前国上松浦郡唐津（現 佐賀県唐津市）に生まれた。幕末～大正期の近世稀にみる豪僧として知られ、僧名は白崖窟鄧州全忠（はくがいくつ・とうじゅう・ぜんちゅう）。本姓：中原氏、室号：白崖窟、道号：鄧州、諱：全忠。南天棒とは、臨済宗妙心寺第586世、瑞巌寺第124世の別号（ニックネーム）である。鄧州が常に南天の木で作った棍棒（こんぼう）を側（かたわら）におき、修行者を遠慮会釈なくその棒でぶん殴ったことに起因する。南天の太い棒は、鄧州がまだ修行中、日向（ひゅうが、宮崎県）と豊後（ぶんご、大分県）の国境近くのとある村で、ある農家から譲り受けたもの。鄧州の手記に拠れば、｢儂（わし）はまだ無名だが、将来きっと出世する。この見事な南天も、たとえ千年の齢（よわい）を保っても、やがては枯れるであろう。それより儂にくれまいか。共に永遠の生命を残すであろう｣との情熱にほだされた主人が伐ってくれた南天の長さは6尺余（2ｍ）、太さは直径5cmもあった。旅の時はそれを杖に突き歩いた。鄧州は南天の棒を常に持ち歩き、36歳と38歳の両年には全国の僧堂（そうどう）を巡り、各老師と真剣法戦を交えた。鄧州の投げかける問答に応えられなければ、天下の老師もこれで打ち据え、修行不徹底の僧たちを震撼させた。また、儀式の時に唱える偈（げ）には必ず南天棒の語句が入っており、いつしか南天棒は鄧州の渾名（あだな）となった。
1885年（明治18年）47歳の時、妙心寺派管長の関無学（せき・むがく）の特命で、麻布の曹渓寺内に東京花園禅院選仏場を創設する。翌年の1886年（明治19年）に山岡鉄舟（やまおか・てっしゅう）が東京市ヶ谷の道林寺内に江湖選仏道場を創設し、南天棒が力量を示す。南天棒の著『南天棒行脚録』の248頁に、｢南天棒が江湖選仏道場の禅堂建立に苦しみ、ようやく本堂と方丈を建てたが、借金取りに対し、宗般和尚や宗龍居士（茶道玉川流家元）がその言い訳に困っていた｣と記されている。江湖（ごうこ）は、各地から来集した多数の雲水（うんすい、禅宗の修行僧）のこと。末寺間との紛争に混乱する瑞巌寺を立て直すため、旧仙台藩士で日本銀行初代総裁の富田鉄之助と檀徒総代の大宮司雅之輔（旅館経営者）らの要請によって、本山妙心寺長老会議で南天棒が特命派遣され、1891年（明治24年）53歳にして松島の瑞巌寺第124世となり、財政を立て直す。1896年（明治29年）58歳で仙台大梅寺と白石傑山寺を経て、1902年（明治35年）64歳で兵庫県西宮の海清寺に出世する。1925年（大正14年）2月12日、世寿87をもって示寂（じじゃく）。
『提唱碧巌集』、『提唱臨済録』など12書を著作出版、墨蹟10余万枚を揮毫し、禅風の挙揚に努め、「人を作る」の先駆者として、参禅者は日露戦争の陸軍大将 乃木希典（のぎ･まれすけ）と陸軍少将 児玉源太郎（後に大将）、漢詩人の飯村稷山（しょくざん）など3,000人に及ぶといわれる。
鄧州は、南天の棒を、『南天棒行脚録』（中原鄧州／著　平河出版社 1984年）と『南天棒禅話』（中原鄧州／著　平河出版社 1985年）に、1898年（明治31年）60歳の時、もしくは1900年（明治33年）9月、62歳の時、臨済宗最古の修行道場である京都八幡の円福僧堂に奉納したと記しているが、後年2つに切断された南天の棒は、それぞれに｢臨機不譲師（きにのぞんでしにゆずらず、真理と悟りの戦いにおいては師たりとも許さん）｣の五文字が陰刻され、松島の瑞巌寺と西宮の海清寺にある。

## 玉川遠州流三石碑　（大仙市大曲　大川寺）
玉川遠州流玉川会秋田県支部では、大仙市大曲の大川寺において、1962年（昭和37年）から毎年7月第3日曜日に“ゆかた茶会”を開催している。大曲は横手とならんで196年前の古くから当流が流布した地で、会場の大川寺の門前には、当流の明治～昭和期における大曲地区発展の史実を示す【玉川遠州流三石碑（大森宗龍宗匠碑、冨樫森月宗匠碑、齋藤森蒼宗匠碑）】が建っている。大川寺の入口から山門へ向かう右側に9個の石碑がある。入口側（手前）から5～7番目が【玉川遠州流三石碑】で、中央が【5代家元　大森宗龍宗匠碑】、右側が【冨樫森月宗匠碑】、左側が【齋藤森蒼宗匠碑】である。
5代家元 大森宗龍宗匠碑
1903年（明治36年）8月14日、5代家元大森宗龍の七回忌にあたり、池田家に茶道を教える冨樫森月（60歳）、翌年3期目の衆議院議員となる齋藤家11代齋藤勘七（51歳）、冨樫宗家21代冨樫貞治（55歳）は、兵庫県西宮の海清寺に住持する南天棒中原鄧州禅師（65歳）と京都の6代家元大森岑尾（40歳）を招聘され、大仙市大曲の大川寺に、仙北米の形状をした【大森宗龍宗匠碑】を建立する。 碑の裏側には、冨樫森月（大曲）、齋藤勘七（花館）、冨樫貞治（大曲、1947年（昭和22年）大曲町初代町長）、田口米治（大曲）、樫尾良助（高梨、村会議員4期目、旧大曲銀行 監査役）、三村作四郎（大曲）、小西為助（旧大曲銀行 支配人）、小西順子、寺田心月（六郷）、千葉志美子（花館）の氏名が彫り込まれている。
冨樫森月宗匠碑（十周年忌記念碑）
石碑の裏側に「昭和十年十月三日　十周年忌記念建立」とあることから、1935年（昭和10年）10月3日の建立である。題字は、冨樫宗家22代 冨樫時衛（ときえい、号：髙圃（こうほ））。撰并書は、六郷の漢詩人 飯村稷山（しょくざん、稷山は南天棒から頂いた居士号）である。設立発起人は、戸部房子、髙垣元子、熊谷孝子、小野地貞子、齋藤幸子の5名である。
齋藤森蒼宗匠碑（喜寿記念碑）
齋藤森蒼の喜寿（77歳）を祝い、除幕式は1963年（昭和38年）7月21日の第2回大曲ゆかた茶会で行われた。石碑の裏側に「昭和三十八年七月　門下生一同」とある。撰は、高階光夫。書は、棟方宏源（むなかた・こうげん、大川寺第32世住職、1978年（昭和53年）10月示寂）である。設立発起人は、鎌田森容、津村森茂、細谷森格、和知森碧、井上森栄の5名である。

## 藤井森松先生碑　（仙北市角館町　報身寺）
浄土宗鎮西派 浄国山 報身寺（ほうしんじ）に、秋田県で数千名にのぼる門弟を育成した藤井森松の碑が建っている。書は8代宗晋で、石碑の裏側に「昭和四十七年九月二十三日　門下生一同　建立」とあることから、1972年9月23日建立である。